# Sögel
Sögel település Németországban, azon belül Alsó-Szászország tartományban. Lakosainak száma 8422 fő (2023. december 31.). Sögel Spahnharrenstätte, Werlte, Lahn, Hüven, Groß Berßen, Klein Berßen, Stavern, Lathen, Renkenberge és Werpeloh községekkel határos.

## Népesség
A település népességének változása:
| Lakosok száma | 7553 | 7928 | 8003 | 8210 | 8446 | 8422 |
|               | 2016 | 2017 | 2019 | 2021 | 2022 | 2023 |